# Energia de fusão

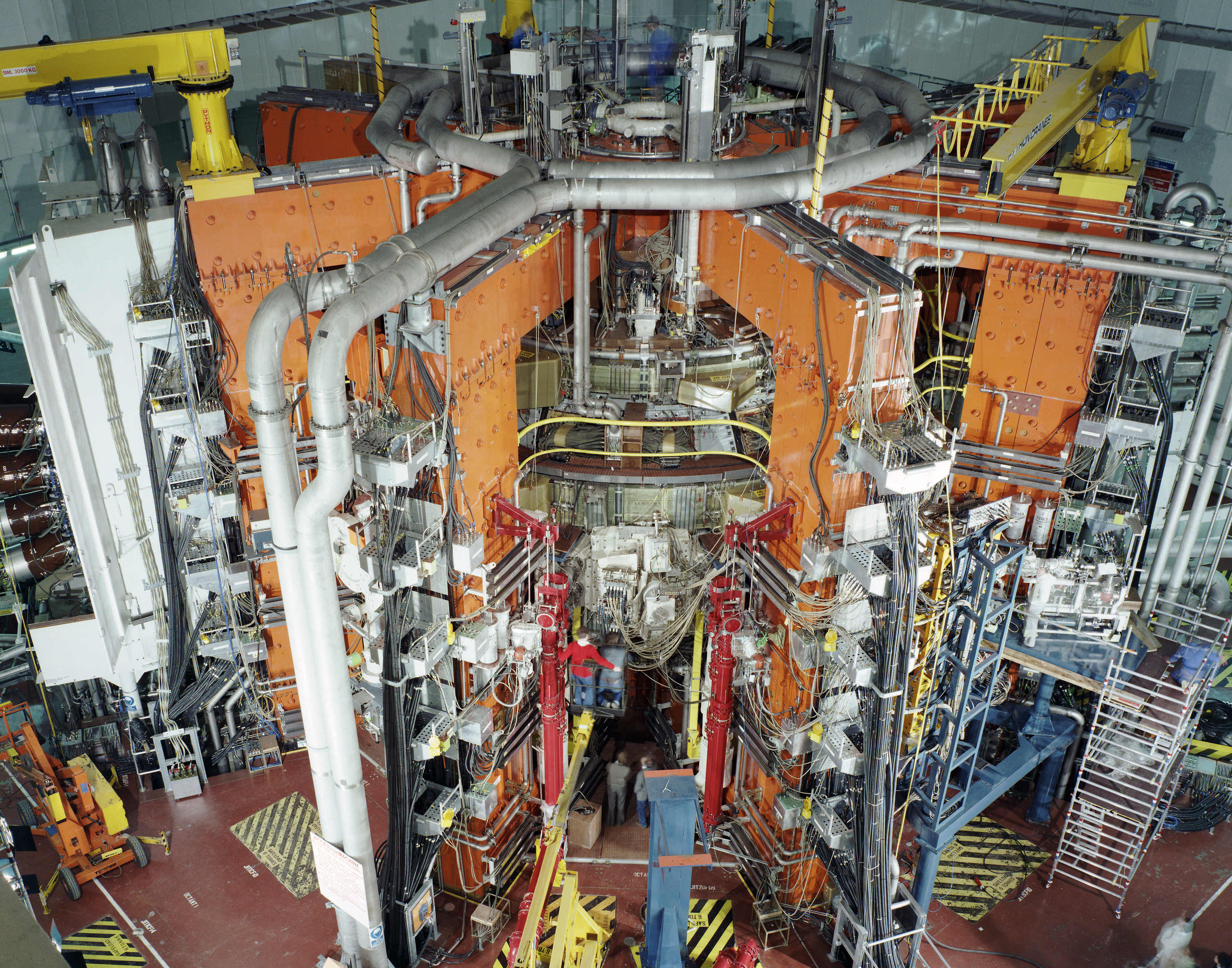
O experimento de fusão magnética Joint European Torus (JET) em 1991

Energia de fusão é uma forma proposta de geração de energia que geraria eletricidade usando o calor das reações de fusão nuclear. Em um processo de fusão, dois núcleos atômicos mais leves se combinam para formar um núcleo mais pesado, enquanto liberam energia. Dispositivos projetados para aproveitar essa energia são conhecidos como reatores de fusão.
Os processos de fusão requerem combustível e um ambiente confinado com temperatura, pressão e tempo de confinamento suficientes para criar um plasma no qual a fusão possa ocorrer. A combinação desses fatores que resulta em um sistema produtor de energia é conhecida como critério de Lawson. Nas estrelas, o combustível mais comum é o hidrogênio, e a gravidade proporciona tempos de confinamento extremamente longos que atingem as condições necessárias para a produção de energia de fusão. Os reatores de fusão propostos geralmente usam isótopos de hidrogênio pesados, como deutério e trítio (e especialmente uma mistura dos dois), que reagem mais facilmente do que o prótio (o isótopo de hidrogênio mais comum), para permitir que eles atinjam os requisitos do critério de Lawson com condições menos extremas . A maioria dos projetos visa aquecer seu combustível a cerca de 100 milhões de graus, o que representa um grande desafio na produção de um projeto bem-sucedido.
Como fonte de energia, espera-se que a fusão nuclear tenha muitas vantagens sobre a fissão, como radioatividade reduzida em operação e poucos resíduos nucleares de alto nível, amplo suprimento de combustível e maior segurança. No entanto, a combinação necessária de temperatura, pressão e duração provou ser difícil de produzir de maneira prática e econômica. Uma segunda questão que afeta reações comuns é o gerenciamento de nêutrons que são liberados durante a reação, que ao longo do tempo degradam muitos materiais comuns usados na câmara de reação.
Os pesquisadores da fusão investigaram vários conceitos de confinamento. A ênfase inicial estava em três sistemas principais: z-pinch, stellarator e espelho magnético. Os projetos líderes atuais são o tokamak e o confinamento inercial (ICF) por laser. Ambos os projetos estão sob pesquisa em escalas muito grandes, principalmente o ITER tokamak na França e o laser National Ignition Facility (NIF) nos Estados Unidos. Os pesquisadores também estão estudando outros projetos que podem oferecer abordagens mais baratas. Entre essas alternativas, há crescente interesse na fusão de alvos magnetizados e confinamento eletrostático inercial, e novas variações do stellarator.

## Contexto

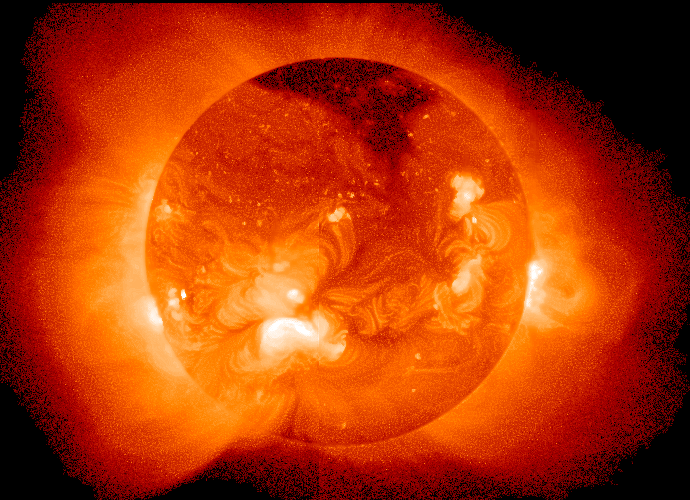
O Sol, como outras estrelas, é um reator de fusão natural, onde a nucleossíntese estelar transforma elementos mais leves em elementos mais pesados com a liberação de energia.

Energia de ligação para diferentes núcleos atômicos. Ferro-56 tem o mais alto, tornando-o o mais estável. Os núcleos à esquerda tendem a liberar energia quando se fundem (fusão); os da extrema direita provavelmente serão instáveis e liberarão energia quando se dividirem (fissão).

### Mecanismo
As reações de fusão ocorrem quando dois ou mais núcleos atômicos se aproximam o suficiente por tempo suficiente para que a força nuclear que os une exceda a força eletrostática que os separa, fundindo-os em núcleos mais pesados. Para núcleos mais pesados que o ferro-56, a reação é endotérmica, exigindo um aporte de energia.
A força forte atua apenas em distâncias curtas (no máximo um femtômetro, o diâmetro de um próton ou nêutron), enquanto a força eletrostática repulsiva entre os núcleos atua em distâncias maiores. Para sofrer a fusão, os átomos de combustível precisam receber energia cinética suficiente para se aproximarem o suficiente para que a força forte supere a repulsão eletrostática. A quantidade de energia cinética necessária para aproximar os átomos do combustível é conhecida como a "barreira de Coulomb". As maneiras de fornecer essa energia incluem acelerar os átomos em um acelerador de partículas ou aquecê-los a altas temperaturas.
Uma vez que um átomo é aquecido acima de sua energia de ionização, seus elétrons são removidos, deixando apenas o núcleo nu. Esse processo é conhecido como ionização e o núcleo resultante é conhecido como íon. O resultado é uma nuvem quente de íons e elétrons livres anteriormente ligados a eles conhecida como plasma. Como as cargas são separadas, os plasmas são eletricamente condutores e controláveis magneticamente. Muitos dispositivos de fusão aproveitam isso para confinar as partículas à medida que são aquecidas.

### Seção de choque

A taxa de reação de fusão aumenta rapidamente com a temperatura até maximizar e depois diminui gradualmente. A taxa de fusão deutério-trítio atinge o pico a uma temperatura mais baixa (cerca de 70 keV, ou 800 milhões de kelvin) e em um valor mais alto do que outras reações comumente consideradas para energia de fusão.

A seção de choque de uma reação, denotada σ, mede a probabilidade de que uma reação de fusão aconteça. Isso depende da velocidade relativa dos dois núcleos. Velocidades relativas mais altas geralmente aumentam a probabilidade, mas a probabilidade começa a diminuir novamente em energias muito altas.
Em um plasma, a velocidade das partículas pode ser caracterizada usando uma distribuição de probabilidade . Se o plasma é termalizado, a distribuição se parece com uma curva de Gauss, ou distribuição de Maxwell-Boltzmann. Nesse caso, é útil usar a seção transversal média das partículas sobre a distribuição de velocidade. Isso é inserido na taxa de fusão volumétrica:
{\displaystyle P_{\text{fusão}}=n_{A}n_{B}\langle \sigma v_{A,B}\rangle E_{\text{fusão}}}
Onde:
- {\displaystyle P_{\text{fusão}}} é a energia produzida por fusão, por tempo e volume
- n é a densidade numérica de A ou B, das partículas no volume
- {\displaystyle \langle \sigma v_{A,B}\rangle } é a seção transversal dessa reação, média de todas as velocidades dos dois v
- {\displaystyle E_{\text{fusão}}} é a energia liberada por essa reação de fusão.

### Critério Lawson
O critério de Lawson mostra como a produção de energia varia com a temperatura, densidade, velocidade de colisão para qualquer combustível. Essa equação foi central para a análise de John Lawson da fusão trabalhando com um plasma quente. Lawson assumiu um balanço de energia, mostrado abaixo.
{\displaystyle P_{\text{fora}}=\eta _{\text{captura}}\left(P_{\text{fusão}}-P_{\text{condução}}-P_{\text{radiação}}\right)}
Onde:
- {\displaystyle P_{\text{fora}}} é a potência líquida da fusão
- {\displaystyle \eta _{\text{captura}}} é a eficiência de capturar a saída da fusão
- {\displaystyle P_{\text{fusão}}} é a taxa de energia gerada pelas reações de fusão
- {\displaystyle P_{\text{condução}}} é a perda de condução à medida que a massa energética deixa o plasma
- {\displaystyle P_{\text{radiação}}} é as perdas de radiação à medida que a energia sai como luz.

Nuvens de plasma perdem energia por condução e radiação. A condução ocorre quando íons, elétrons ou partículas neutras impactam outras substâncias, normalmente uma superfície do dispositivo, e transferem uma parte de sua energia cinética para os outros átomos. A radiação é a energia que deixa a nuvem na forma de luz. A radiação aumenta com a temperatura. As tecnologias de energia de fusão devem superar essas perdas.

### Produto triplo: densidade, temperatura, tempo

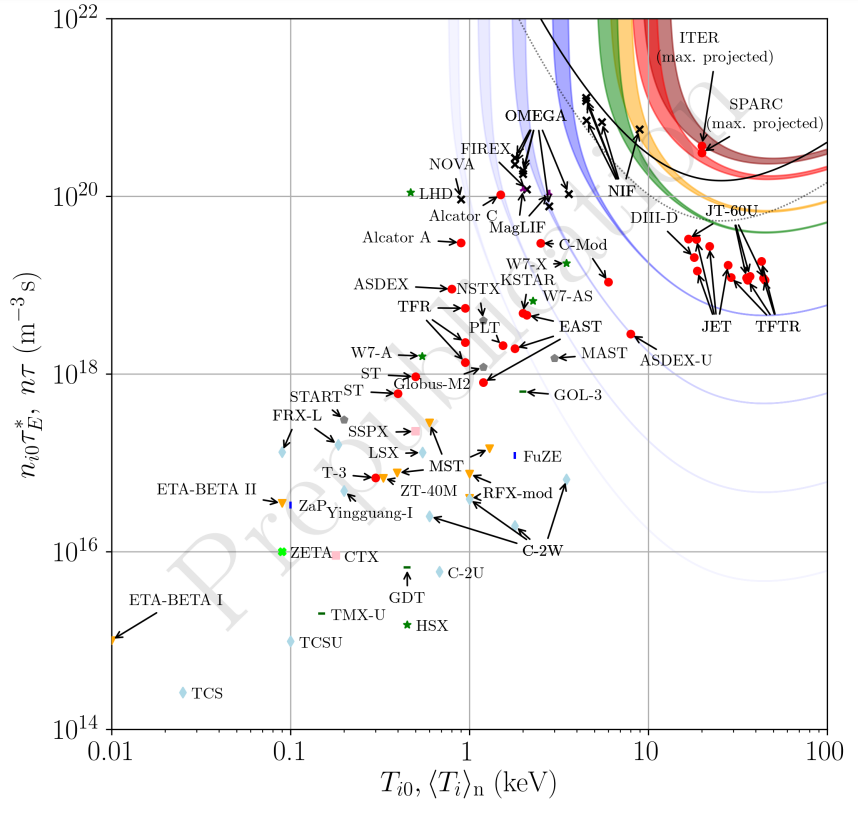
Aprisionamento de fusão (esquerda) contra temperatura (abaixo) para várias abordagens de fusão a partir de 2021, assumindo combustível DT

O critério de Lawson argumenta que uma máquina contendo um plasma termalizado e quase neutro deve gerar energia suficiente para superar suas perdas de energia. A quantidade de energia liberada em um determinado volume é uma função da temperatura e, portanto, a taxa de reação por partícula, a densidade de partículas dentro desse volume e, finalmente, o tempo de confinamento, o tempo que a energia permanece dentro do volume. Isso é conhecido como o "produto triplo": a densidade do plasma, a temperatura e o tempo de confinamento.
No confinamento magnético, a densidade é baixa, da ordem de um "bom vácuo". Por exemplo, no dispositivo ITER a densidade do combustível é de cerca de 1,0 x 1019 m-3, que é cerca de um milionésimo de densidade atmosférica.
Em contraste, os sistemas de confinamento inercial aproximam-se de valores de produto triplo úteis por meio de densidade mais alta e têm intervalos de confinamento curtos. 

### Captação de energia
Várias abordagens foram propostas para capturar a energia que a fusão produz. O mais simples é aquecer um fluido. A reação DT comumente direcionada libera grande parte de sua energia como nêutrons em movimento rápido. Eletricamente neutro, o nêutron não é afetado pelo esquema de confinamento. Na maioria dos projetos, ele é capturado em uma espessa "cobertura" de lítio ao redor do núcleo do reator. Quando atingido por um nêutron de alta energia, a cobertura aquece. Em seguida, é resfriado ativamente com um fluido de trabalho que aciona uma turbina para produzir energia.
Outro projeto propôs usar os nêutrons para produzir combustível de fissão em um manto de lixo nuclear, um conceito conhecido como híbrido de fissão-fusão. Nesses sistemas, a saída de energia é aumentada pelos eventos de fissão e a energia é extraída usando sistemas como os dos reatores de fissão convencionais.
Projetos que usam outros combustíveis, notadamente a reação de fusão aneutrônica próton-boro, liberam muito mais de sua energia na forma de partículas carregadas. Nesses casos, são possíveis sistemas de extração de energia baseados na movimentação dessas cargas. A conversão direta de energia foi desenvolvida no Laboratório Nacional Lawrence Livermore (LLNL) na década de 1980 como um método para manter uma tensão diretamente usando produtos de reação de fusão. Isso demonstrou uma eficiência de captura de energia de 48%.

## Projetos em andamento
Existem diversos projetos em andamento ao redor do mundo, com a finalidade de obter o domínio da tecnologia de fusão nuclear para fins de geração controlada de energia elétrica.
Um dos projetos em andamento é o ITER (International Thermonuclear Experimental Reactor), baseado na tecnologia do Tokamak, que deverá gerar cerca de 500 MW. O financiamento internacional deste projeto, cuja conclusão está prevista para 2025, ultrapassa a barreira dos 20 bilhões de euros.
No Brasil e em Portugal também há laboratórios e experimentos destinados ao estudo dos potenciais proporcionados pela fusão termonuclear. O INPE, através do Laboratório Associado de Plasmas, possui o Experimento Tokamak Esférico totalmente projetado e construído no Brasil, e tem atuado em cooperação com outras instituições, como a Comissão Nacional de Energia Nuclear. Além disso, algumas universidades também operam experimentos nessa área como na Universidade de São Paulo, Unicamp e Universidade Federal do Rio Grande, por exemplo (com o país possuindo, ao todo, três tokamaks). Além de ser parte no acordo para o ITER, o mais ambicioso projeto científico mundial para estudar a fusão nuclear, Portugal possui experimentos no Instituto Superior Técnico, com esforços também direcionados ao tokamak ISTTOK, próprio da instituição. 
Uma descoberta do físico Vinícius Njaim Duarte (por meio de pesquisa conjunta entre USP e Universidade de Princeton) descreve como as interferências das ondas de Alfvén sobre plasma prejudicam a autossustentabilidade da fusão. As conclusões deste estudo foram publicados pela revista científica Physics of Plasmas em Dezembro de 2017. A descoberta de Duarte, abre a possibilidade para o projeto de tokamaks plenamente funcionais e eficientes e, também, pode contribuir para o projeto ITER.
Outras abordagens alternativas para tentar chegar ao domínio da fusão nuclear são estudadas por diversos cientistas. Alguns exemplos são a tecnologia de focus fusion, desenvolvida pelo físico Eric Lerner;; a fusão por pressão pneumática desenvolvida por Randy Curry e a fusão por bolhas (sonofusão); e o confinamento eletrostático-inercial (IEC), proposto por Robert Bussard e o reator do tipo Stellarator como o alemão Wendelstein 7-X.
Em 12 de Fevereiro de 2014, a revista Nature publicou os resultados de experiências de confinamento inercial com laser de alta potência, realizadas no NIF (National Ignition Facility), conduzidas pelo Laboratório Nacional de Lawrence Livermore (EUA). Nestas experiências, um balanço energético positivo foi alcançado, uma vez que as reações produziram mais energia do que consumiram, criando boas perspectivas para o uso prático da fusão nuclear.
Em dezembro de 2022, o Departamento de Energia dos EUA revelou que pela primeira vez os cientistas produziram mais energia a partir da fusão do que a energia do laser usada para alimentar a experiência. A experiência em questão colocou 2,05 megajoules de energia no alvo e resultou em 3,15 megajoules de saída de energia de fusão - gerando mais de 50% de energia do que a que foi colocada. É a primeira vez que uma experiência resulta num ganho significativo de energia. A descoberta foi feita por uma equipa de cientistas do National Ignition Facility do Lawrence Livermore National Laboratory, na Califórnia, no dia 5 de dezembro de 2022 - um espaço do tamanho de um estádio e equipado com 192 lasers.

## Pontos positivos para geração de energia
A fusão nuclear é sustentável, (não gera resíduos radioativos e dióxido de carbono, pois o resultado da reação é o Hélio-4, um gás inerte), não gera riscos de explosão (caso aconteça algum problema durante a operação de um reator de fusão nuclear, como o rompimento de uma proteção, por exemplo, o plasma onde o processo ocorre esfriaria e a reação seria interrompida imediatamente). É eficiente, a fusão de 1 kg de deutério e trítio, produz 93,6 GWh, ou seja, é quatro vezes mais eficiente que a fissão nuclear da mesma quantidade de urânio-235. Com apenas 5 kg de água do mar por hora, seria possível abastecer a demanda energética do Brasil inteiro e com 2x10-9 % do deutério presente na Terra, seria possível abastecer a demanda mundial por energia durante um ano.

## Pontos negativos para geração de energia
A geração de energia via fusão nuclear ainda está em desenvolvimento e ficará muito tempo neste estágio, (a previsão para ser criado o primeiro reator de fusão nuclear para uso comercial em larga escala é 2050) e os custos para o desenvolvimento desta tecnologia são altos, citando como exemplo, o ITER, com custo previsto de 20 bilhões de euros.